# Omar Yali
Omar Clifor Yali Chaccha (Junín, 16 de diciembre de 1975 -Frontera entre Ecuador y Perú, 1995) fue un soldado peruano que falleció en la Guerra del Cenepa.

## Biografía
Nació en la ciudad de Junín, Perú, tercer hijo de los nueve que tuvieron los campesinos Gonzalo Yali Churivilca y Julia Chaccha Tovalino. Cursó sus estudios en el Colegio 6 de agosto de su ciudad natal y luego prestó el servicio militar voluntario en el Cuartel 9 de Diciembre de la ciudad de Huancayo, capital del departamento de Junín, formando parte de la 31.º Brigada de Infantería del Ejército del Perú.

## Conflicto Ecuador-Perú
El 2 de febrero de 1995, parten desde el aeropuerto de Jauja más de 350 hombres entre oficiales, suboficiales, técnicos y personal de tropa, rumbo a la zona del conflicto armado contra el Ecuador. Durante las movilizaciones en la zona de combate, Omar Yali fue atacado por una mina antipersonal plantada por personal ecuatoriano, mutilándole las piernas. Debido a la distancia a cualquier acontanamiento y la inclemencia geográfica de su ubicación, Yali falleció en el campo de batalla. Tras su fallecimiento, Yali fue ascendido póstumamente al grado de Sargento y sus restos fueron trasladados a Huancayo y sepultados en el cementerio general de esa ciudad.
En su honor, la Municipalidad Provincial de Huancayo dispuso en 1995 el cambio de nombre del entonces "Jirón Quito", en la Zona Monumental de Huancayo, por "Calle Omar Yali" y se elaboró un mural en la esquina de dicha vía con la Avenida Giráldez.